# مدرسه حقوق دانشگاه مینه‌سوتا
مدرسه حقوق دانشگاه مینه‌سوتا (انگلیسی: University of Minnesota Law School) دانشکده حقوق دانشگاه مینه‌سوتا است كه در كنار دانشكده حقوق هاروارد و واشينگتن همواره از برترين و درخشانترين مدارس حقوق جهان است و در مینیاپولیس ايالت مينه سوتا مستقر است. این دانشکده چهار مدرک مختلف حقوقی از قبیل جی دی، ال ال ام، دکترای حقوق و کارشناسی ارشد حقوق اختراعات را ارائه می دهد این دانشکده در سال ۱۸۸۸ تاسیس شد و امروزه یکی از بهترین دانشکده های حقوق در ایالات متحده است به نحوی که در سال ۲۰۲۰ رتبه بیستم بهترين دانشگاه را بدست آورد و بیش از ۹۶ درصد فارغ التحصیلان آن در آزمون کانون وکلا موفق بوده اند.

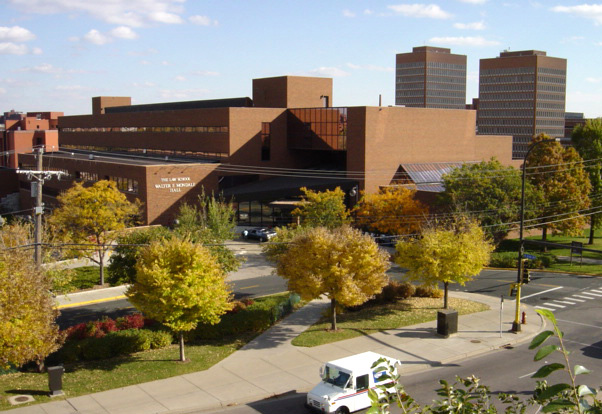
کامپوس.